# Jamnagar
Jamnagar (gudżarati: જામનગર) – przybrzeżne miasto w zachodnich Indiach położone na półwyspie Kathijawar przy południowym wybrzeżu zatoki Kaććh, w stanie Gudźarat. Jest piątym co do wielkości miastem w tym stanie po Ahmadabadzie, Suracie, Vadodarze i Radźkocie.
Miasto to zwane jest klejnotem Kathijawaru.
Znajduje się tutaj największa na świecie rafineria ropy naftowej, należąca do firmy Reliance Industries. W pobliżu znajduje się także druga pod względem wielkości rafineria w Indiach – Essar Oil, usytuowana obok Vadinaru.